# Kreistag
Der Kreistag ist in Deutschland die kommunale Vertretungskörperschaft auf der Ebene der Landkreise (Kreise).

## Stellung
Die Errichtung von Kreistagen wird im Kommunalrecht der Länder im Einzelnen in Erfüllung des Gesetzgebungsauftrags aus Artikel 28 Absatz 1 Satz 2 Grundgesetz geregelt. Es handelt sich bei den Kreistagen nicht um Parlamente und nicht um Organe der Legislative. Vielmehr gehören die Kreistage als Organe der kommunalen Selbstverwaltung der Kreise zur Exekutive (wie auch Stadt- und Gemeinderäte).

## Kompetenzen
Nach allen Gemeindeordnungen in Deutschland ist der Kreistag stets das Hauptorgan des Landkreises. Er entscheidet über alle grundlegenden Angelegenheiten des Landkreises und kann Grundsätze für die Verwaltung des Landkreises festlegen (Richtlinienkompetenz). Der Landrat führt die laufenden Geschäfte und führt die Beschlüsse des Kreistages aus.
Die Beschlussmöglichkeiten des Kreistages sind auf die eigenen und übertragenen Aufgaben des Landkreises beschränkt. Soweit dem Landkreis nicht auch alle staatlichen Aufgaben übertragen sind (Vollkommunalisierung), kann der Kreistag hingegen nicht über die Arbeit des staatlichen Teils des Landrats oder Landratsamtes entscheiden.

## Zusammensetzung
Der Kreistag setzt sich grundsätzlich aus in allgemeinen, freien, unmittelbaren, gleichen und geheimen Wahlen von den Kreisbürgern (unter Einschluss der EU-Ausländer) gewählten Mitgliedern zusammen. Die Wahlperiode dauert in den meisten Ländern fünf Jahre, in Bayern sechs Jahre.
In einigen Ländern gehört neben den ehrenamtlichen Mitgliedern auch der hauptamtliche Hauptverwaltungsbeamte des Kreises (Landrat) dem Kreistag an. Dabei ist zu beachten, dass die frühere Doppelspitze aus hauptamtlichem Oberkreisdirektor und damals ehrenamtlichem Landrat gemäß der norddeutschen Ratsverfassung mittlerweile in den letzten beiden Ländern (Nordrhein-Westfalen: 1994, Niedersachsen: 1996) abgeschafft ist.
In manchen Ländern liegt der Vorsitz über den Kreistag beim Landrat, in anderen Ländern wird aus der Mitte der (übrigen) Mitglieder ein gesonderter Vorsitzender des Kreistages, Kreistagspräsident oder Kreispräsident gewählt.
Die (übrigen) Mitglieder des Kreistages werden zum Teil als Mitglieder des Kreistages, ehrenamtliche Mitglieder des Kreistages, Kreistagsmitglieder, Kreisräte oder Kreistagsabgeordnete bezeichnet. Die Bezeichnung als Kreistagsabgeordnete ist dabei insofern irreführend, als die Mitglieder der Kreistage anders als die Mitglieder von Bundestag und Landtagen keine Parlamentarier sind und auch keine politische Immunität genießen.
Die landesspezifischen Unterschiede in der Zusammensetzung und im Vorsitz des Kreistages ergeben sich aus der nachstehenden Tabelle:
| Land                   | Landesgesetzliche Regelung                             | Bezeichnung des Verwaltungsträgers auf Kreisebene | Zusammensetzung des Kreistages                      | Vorsitz über den Kreistag                                                                |
| ---------------------- | ------------------------------------------------------ | ------------------------------------------------- | --------------------------------------------------- | ---------------------------------------------------------------------------------------- |
| Baden-Württemberg      | Landkreisordnung für Baden-Württemberg                 | Landkreis                                         | Kreisräte und Landrat                               | Landrat                                                                                  |
| Bayern                 | Landkreisordnung für den Freistaat Bayern              | Landkreis                                         | Kreisräte und Landrat                               | Landrat                                                                                  |
| Brandenburg            | Kommunalverfassung für das Land Brandenburg            | Landkreis                                         | Kreistagsabgeordnete und Landrat                    | Vorsitzender des Kreistages (aus der Mitte der Kreistagsabgeordneten)                    |
| Hessen                 | Hessische Landkreisordnung                             | Landkreis                                         | Kreistagsabgeordnete (ohne Landrat)                 | Vorsitzender des Kreistages (aus der Mitte der Kreistagsabgeordneten)                    |
| Mecklenburg-Vorpommern | Kommunalverfassung für das Land Mecklenburg-Vorpommern | Landkreis                                         | Kreistagsmitglieder (ohne Landrat)                  | Kreistagspräsident (aus der Mitte des Kreistags)                                         |
| Niedersachsen          | Niedersächsisches Kommunalverfassungsgesetz            | Landkreis                                         | Kreistagsabgeordnete und Landrat                    | Vorsitzender des Kreistages (aus der Mitte der Kreistagsabgeordneten)                    |
| Nordrhein-Westfalen    | Kreisordnung für das Land Nordrhein-Westfalen          | Kreis                                             | Kreistagsmitglieder und Landrat                     | Landrat                                                                                  |
| Rheinland-Pfalz        | Landkreisordnung für Rheinland-Pfalz                   | Landkreis                                         | Kreistagsmitglieder und Landrat                     | Landrat                                                                                  |
| Saarland               | Kommunalselbstverwaltungsgesetz                        | Landkreis                                         | Mitglieder des Kreistages (ohne Landrat)            | Landrat                                                                                  |
| Sachsen                | Landkreisordnung für den Freistaat Sachsen             | Landkreis                                         | Kreisräte und Landrat                               | Landrat                                                                                  |
| Sachsen-Anhalt         | Landkreisordnung für das Land Sachsen-Anhalt           | Landkreis                                         | Ehrenamtliche Mitglieder des Kreistages und Landrat | Vorsitzender des Kreistages (aus der Mitte der ehrenamtlichen Mitglieder des Kreistages) |
| Schleswig-Holstein     | Kreisordnung für Schleswig-Holstein                    | Kreis                                             | Kreistagsabgeordnete (ohne Landrat)                 | Kreispräsident (aus der Mitte der Kreistagsabgeordneten)                                 |
| Thüringen              | Thüringer Kommunalordnung                              | Landkreis                                         | Kreistagsmitglieder und Landrat                     | Landrat                                                                                  |

## Ausschüsse
Der Kreistag bildet als Pflichtausschüsse nach den meisten Länderregelungen den Kreisausschuss als wichtigsten Ausschuss und den Rechnungsprüfungsausschuss sowie nach Bundesrecht den Jugendhilfeausschuss. Er kann weitere Ausschüsse für bestimmte Aufgabenbereiche zur Vorbereitung seiner Beschlüsse oder zur abschließenden Entscheidung  bilden.

## Kommunalverbände besonderer Art
In den drei Kommunalverbänden besonderer Art haben die Äquivalente zum Kreistag jeweils eigene Namen. In der Region Hannover ist die Bezeichnung Regionsversammlung, in der Städteregion Aachen heißt es Städteregionstag, und im Regionalverband Saarbrücken ist es die Regionalversammlung.